# Ferdinand Vincenz von Augustin
Ferdinand Vincenz Freiherr von Augustin, avstrijski general, * 21. november 1807, † 20. junij 1861.

## Življenjepis
Upokojen je bil 8. aprila 1861.

## Pregled vojaške kariere
Napredovanja
- generalmajor: 29. marec 1852
- podmaršal: 27. maj 1859